# Икосододекаэдр
Икосододека́эдр — полуправильный многогранник (архимедово тело) с 32 гранями, составленный из 20 правильных треугольников и 12 правильных пятиугольников.
В каждой из его 30 одинаковых вершин сходятся две пятиугольных грани и две треугольных. Телесный угол при вершине равен {\displaystyle \pi +\arccos {\frac {3+16{\sqrt {5}}}{45}}\approx 1{,}17\pi .}
Икосододекаэдр имеет 60 рёбер равной длины. Двугранный угол при любом ребре одинаков и равен {\displaystyle \arccos \left(-{\sqrt {\frac {5+2{\sqrt {5}}}{15}}}\right)\approx 142,62^{\circ }.}
Икосододекаэдр можно получить из икосаэдра, «срезав» с него 12 правильных пятиугольных пирамид; либо из додекаэдра, «срезав» с него 20 правильных треугольных пирамид; либо как пересечение имеющих общий центр икосаэдра и додекаэдра.

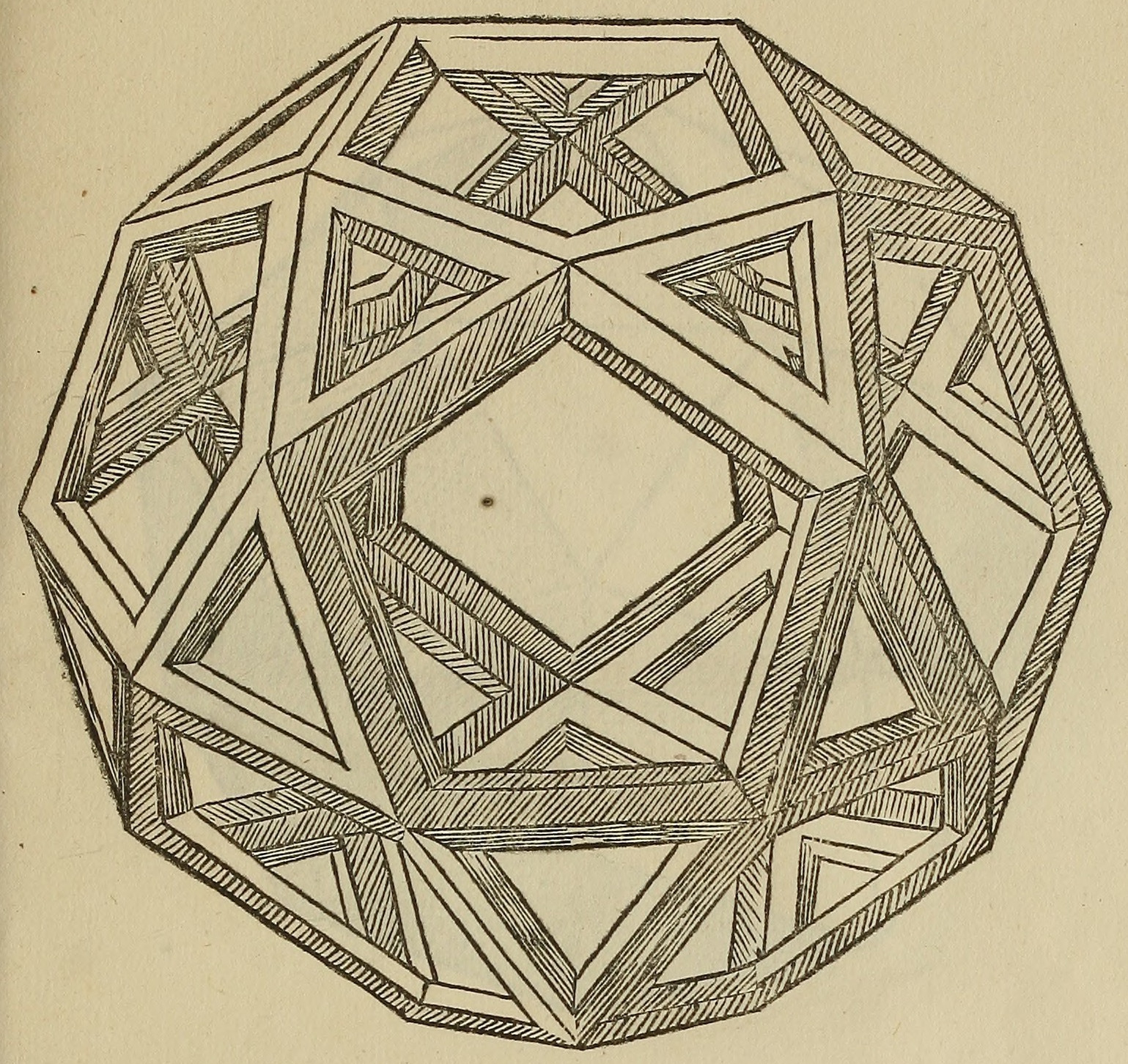
Иллюстрация Леонардо да Винчи к трактату Луки Пачоли «О божественной пропорции» (1509)

## В координатах
Икосододекаэдр с длиной ребра {\displaystyle 2} можно расположить в декартовой системе координат так, чтобы координаты его вершин были всевозможными циклическими перестановками наборов чисел
- {\displaystyle \left(0;\;0;\;\pm 2\Phi \right),}
- {\displaystyle \left(\pm 1;\;\pm \Phi ;\;\pm \Phi ^{2}\right),}

где {\displaystyle \Phi ={\frac {1+{\sqrt {5}}}{2}}} — отношение золотого сечения.
Начало координат {\displaystyle (0;0;0)} будет при этом центром симметрии многогранника, а также центром его описанной и полувписанной сфер.

## Метрические характеристики
Если икосододекаэдр имеет ребро длины {\displaystyle a}, его площадь поверхности и объём выражаются как
{\displaystyle S=\left(5{\sqrt {3}}+3{\sqrt {25+10{\sqrt {5}}}}\right)a^{2}\approx 29{,}3059828a^{2},}
{\displaystyle V={\frac {1}{6}}\left(45+17{\sqrt {5}}\right)a^{3}\approx 13{,}8355259a^{3}.}
Радиус описанной сферы (проходящей через все вершины многогранника) при этом будет равен
{\displaystyle R={\frac {1}{2}}\left(1+{\sqrt {5}}\right)a=\Phi a\approx 1{,}6180340a,}
радиус полувписанной сферы (касающейся всех рёбер в их серединах) — 
{\displaystyle \rho ={\frac {1}{2}}{\sqrt {5+2{\sqrt {5}}}}\;a\approx 1{,}5388418a.}
Вписать в икосододекаэдр сферу — так, чтобы она касалась всех граней, — невозможно. Радиус наибольшей сферы, которую можно поместить внутри икосододекаэдра с ребром {\displaystyle a} (она будет касаться только всех пятиугольных граней в их центрах), равен
{\displaystyle r_{5}={\sqrt {\frac {5+2{\sqrt {5}}}{5}}}\;a\approx 1{,}3763819a.}
Расстояние от центра многогранника до любой треугольной грани превосходит {\displaystyle r_{5}} и равно
{\displaystyle r_{3}={\sqrt {\frac {7+3{\sqrt {5}}}{6}}}\;a\approx 1{,}5115226a.}